# 9394 Manosque
9394 Manosque è un asteroide della fascia principale. Scoperto nel 1994, presenta un'orbita caratterizzata da un semiasse maggiore pari a 2,7200524 UA e da un'eccentricità di 0,0557422, inclinata di 3,16847° rispetto all'eclittica.